# Соцфилэкс-83
«Соцфилэкс-83» — название международной филателистической выставки в формате «Соцфилэкс», которая проходила в октябре 1983 года в Москве. Выставка посвящалась Всемирному году связи.

## Описание
Выставка проводилась с 14 по 23 октября 1983 года в Москве, в залах павильона Выставочного комплекса на Красной Пресне. Она занимала 780 стендов, став на тот момент самой большой выставкой почтовых марок из проводившихся в Москве. Устроителями выставки были Министерство связи СССР и Всесоюзное общество филателистов. Проходила она под девизом «Филателия за мир и международное сотрудничество». Основной целью выставки являлось отражение средствами филателии всемирно-исторического значения мировой социалистической системы, её роли в борьбе за предотвращение угрозы мировой термоядерной войны, за прочный мир, свободное, равноправное и взаимовыгодное сотрудничество всех стран на благо всего человечества. На выставке было представлено около 200 экспонатов, большинство которых было прислано из-за рубежа.
Все коллекции, принятые к экспонированию на выставке, распределялись по следующим классам:
- Официальный класс — вне конкурса, для экспонатов администраций связи и почтовых ведомств.
- Почётный класс — для экспонатов, награждённых в 1980—1982 годах большими золотыми или двумя золотыми медалями на международных филателистических выставках под патронатом Международной федерации филателии.
- Внеконкурсный класс — для экспонатов членов жюри и Оргкомитета выставки.
- Конкурсный класс — для всех остальных экспонатов, награждённых ранее как минимум серебряной медалью на национальных выставках, который, в свою очередь, подразделялся на:
  - класс «Соцфилэкс» — для экспонатов на общественно-политическую тематику, содержание которых отвечало целям и девизу выставки;
  - класс тематических и документальных экспонатов иного содержания;
  - класс генеральных и специализированных коллекций, коллекций авиапочты, почтовых спецгашений и цельных вещей;
  - класс филателистической литературы, изданной в период с 1980 по 1983 год.

Юношеский класс и подкласс картмаксимумов предусмотрен не был.
| Экспонаты международной филателистической выставки «Соцфилэкс-83» |                                |                                |                                |                                |
| Страны-участницы                                                  | Количество экспонатов в классе | Количество экспонатов в классе | Количество экспонатов в классе | Количество экспонатов в классе |
| Страны-участницы                                                  | «Соцфилэкс»                    | тематическом                   | традиционной филателии         | литературном                   |
| НРБ                                                               | 4                              | 3                              | 3                              | 4                              |
| ВНР                                                               | 2                              | 6                              | 4                              | 2                              |
| ГДР                                                               | 4                              | 4                              | 4                              | 7                              |
| Куба                                                              | 2                              | 5                              | 2                              | 1                              |
| МНР                                                               | 3                              | 1                              | —                              | —                              |
| ПНР                                                               | 2                              | 3                              | 5                              | 8                              |
| СРР                                                               | 1                              | 2                              | 7                              | 4                              |
| СССР                                                              | 8                              | 6                              | 16                             | 15                             |
| ЧССР                                                              | 1                              | 2                              | 6                              | 5                              |
| СФРЮ                                                              | 3                              | 2                              | 1                              | 1                              |
| Итого                                                             | 30                             | 34                             | 48                             | 47                             |

Международное жюри состояло из 12 членов — по одному члену из Болгарии, Кубы, Венгрии, ГДР, МНР, ПНР, СРР и четверо из СССР. Председателем жюри был А. И. Качинский (СССР).
Открыл выставку министр связи СССР В. А. Шамшин. Среди гостей выставки был президент Международной федерации филателии Ладислав Дворжачек (чеш. Ladislav Dvořáček), являвшийся одновременно председателем Федерации чехословацких филателистов.

## Награды выставки
Медалями и дипломами были награждены участники из следующих стран:
| Страна                                                                     | Большой приз | Золотая медаль | Позолоченная медаль | Серебряная медаль | Посеребрённая медаль | Бронзовая медаль | Диплом | Специальный приз |
| -------------------------------------------------------------------------- | ------------ | -------------- | ------------------- | ----------------- | -------------------- | ---------------- | ------ | ---------------- |
| НРБ                                                                        | —            | —              | 1/—                 | 4/1               | 3/1                  | 2/2              | —      | 3/—              |
| ВНР                                                                        | —            | —              | 2/—                 | 2/2               | 6/—                  | 2/—              | —      | 2/1              |
| ГДР                                                                        | 1            | —              | 1/1                 | 3/2               | 6/3                  | 1/1              | —      | 3/—              |
| Куба                                                                       | —            | —              | 1/—                 | 3/1               | 2/—                  | 3/—              | —      | 4/—              |
| МНР                                                                        | —            | —              | —                   | —                 | —                    | 1/—              | 3/—    | —                |
| ПНР                                                                        | —            | —              | 4/2                 | 1/2               | 2/1                  | 3/2              | —/1    | 4/—              |
| СРР                                                                        | 1            | —              | 4/—                 | 2/2               | 1/—                  | 2/1              | —/1    | 6/—              |
| СССР                                                                       | 2            | 4              | 16/1                | 7/4               | 2/5                  | —/5              | —      | 18/—             |
| ЧССР                                                                       | —            | —              | 1/2                 | 7/—               | 1/2                  | —/1              | —      | 3/2              |
| СФРЮ                                                                       | —            | 1              | —                   | —                 | —                    | 4/1              | 1/—    | 1/—              |
| Итого                                                                      | 4            | 5              | 30/6                | 29/14             | 23/12                | 18/13            | 4/2    | 44/3             |
| Примечание: через слэш показаны награды за экспонаты литературного класса. |              |                |                     |                   |                      |                  |        |                  |

Первое место в официальном классе было присуждено коллекции Министерства связи СССР, подготовленной Музеем связи имени А. С. Попова. Второе место получило собрание из ПНР, третье из ЧССР.
Во внеконкурсном классе Большой приз был присуждён московскому филателисту Б. В. Стеньшинскому за его коллекцию «Земская почта России».
Награды в классе «Соцфилэкс»
- Большой приз получил К. Дунгер (ГДР) за экспонат «Люди! Будьте бдительны».
- Позолоченные медали получили следующие экспонаты:
  - коллекция Н. В. Висленева (Ленинград) «Путь к социализму»;
  - коллекция Анатолия Никифоровича Губы (Москва) «Народам мир всего дороже»;
  - коллекция Анатолия Владимировича Богдановского (Москва) «Героический путь КПСС»;[1]
  - коллекция Димитра Краева (НРБ) «Боевая русско-болгарская и болгарско-русская дружба» (также отмечена призом ВОФ)[5].

Награды в тематическом классе
- Посеребрённой медали была удостоена коллекция Б. Бергера (ГДР) «Альбрехт Дюрер»[1].

Награды в классе традиционной филателии
- Большой международный приз был присуждён Л. Поповичу (Румыния) за экспонат «Воздушная почта Румынии»
- Большого национального приза был удостоен Б. А. Каминский (СССР) за экспонат «Россия, 1768—1879»
- Золотые медали получили следующие экспонаты:
  - разработка М. А. Добина (Ленинград) «Из истории почтового штемпеля России»;
  - коллекция Н. Ф. Мандровского (Таллин) «Пароходная почта»;[1]
  - коллекция А. С. Георгиевского (Ленинград) «Почтово-благотворительные марки РСФСР и СССР»;
  - коллекция А. С. Левина (Ленинград) «Немые штемпеля Первой мировой войны»;
  - коллекция Б. Печара (СФРЮ) «Обвиняю!» (о почте в концлагерях в 1939—1945 годах)[4].
- Позолоченные медали получили следующие экспонаты:
  - работа В. Пантюхина (Москва) «Почтовые тарифы открытых писем РСФСР»[1].

В литературном классе было представлено 47 изданий. Позолоченными медалями были, в частности, отмечены «Филателистический словарь» В. Граллерта и В. Грушке (ГДР), монография «Почта Польши в 1944 году», вышедшая в издательстве КАВ (ПНР), сборник «Советский коллекционер». Журнал «Филателия СССР» получил серебряную медаль.

## «Соцфилэкс-83» в филателии
В память о выставке Министерство связи СССР выпустило почтовый блок, марку, почтовую карточку с оригинальной маркой, маркированный конверт, официальный сувенирный листок, выполненный по рисунку блока, но в изменённом цвете. На марке художник Ю. Арцименев изобразил эмблему выставки, на блоке — панораму характерных зданий Москвы. На оригинальной марке почтовой карточки художник А. Смирнов изобразил эмблему выставки и здание выставочного комплекса на Красной Пресне, на рисунке карточки — Здание СЭВ в Москве. Производилось гашение корреспонденции специальным штемпелем.
Почта Венгрии в честь выставки выпустила марку с купоном. На миниатюре был изображён Московский Кремль, на купоне — эмблема выставки.